# Nekrolog 4. Quartal 1957
Nekrolog
◄◄
| ◄
| 1953
| 1954
| 1955
| 1956
| 1957 | 1958 | 1959 | 1960 | 1961 | ► | ►►
1. Quartal |
2. Quartal |
3. Quartal |
4. Quartal 1957
Weitere Ereignisse | Allgemeiner Nekrolog 1957
Die Beschreibung der verstorbenen Person sollte so kurz wie möglich gehalten sein und nur deren signifikante Tätigkeit(en) enthalten.
Neue Namen ggf. auch unter dem Geburts- und Sterbedatum, also etwa unter 1. Januar und im Geburts- und Sterbejahr (2024) eintragen (nur bei entsprechender großer Wichtigkeit). Für Beispiele siehe die schon vorhandenen Artikel.
Außerdem über die fünf zuletzt Verstorbenen, zu denen es einen ausreichend guten Artikel für eine Präsentation auf der Hauptseite gibt, nach der todesbedingten Überarbeitung der Artikel ggf. auch unter Wikipedia Diskussion:Hauptseite informieren und sie am besten auch in den anderen Wikipedia-Sprachversionen eintragen. Tipp: Regelmäßig bei news.google.de nach „ist tot“, „gestorben“ oder „verstorben“ suchen.
Wenn eine Person gestorben ist, gibt es viele Seiten zu dieser Person in der Wikipedia, die davon auch betroffen sind und entsprechend aktualisiert werden müssen. Beispiele: Namenübersichtsseite, Geburtsjahr, Geburtsort-Seiten und viele mehr.
Wie finde ich die betroffenen Seiten?
Im Suchfeld auf der linken Seite gibt man den Suchbegriff so ein: „Vorname Nachname“. Dann klickt man auf Volltext und alle Seiten mit entsprechendem Suchtext werden aufgerufen. Hier sieht man dann schnell, wo auch das Todesjahr Sinn macht oder sogar ein Teil des Artikels angepasst werden muss. Auch hilft das „Werkzeug“ auf der linken Seite sehr gut, um solche Seiten aufzufinden: „Links auf diese Seite“. Somit ist die Wikipedia wieder aktuell in allen Bereichen! Hinweis: bei Eintragung der Kategorie „Gestorben JAHR“ wird der Missbrauchsfilter 49 ausgelöst, was jedoch nicht schlimm ist. Siehe: Spezial:Missbrauchsfilter/49
Dies ist eine Liste von im vierten Quartal 1957 verstorbenen bekannten Persönlichkeiten. Die Einträge erfolgen innerhalb der einzelnen Daten alphabetisch sortiert. Tiere sind im Nekrolog für Tiere zu finden.

## Oktober
| Tag         | Name                                    | Beruf, bekannt als                                                                                              | Alter | Beleg |
| ----------- | --------------------------------------- | --- | ----- | ----- |
| 1. Oktober  | Erich von dem Bussche-Ippenburg         | deutscher Offizier, zuletzt General der Artillerie                                                              | 79    |       |
| 1. Oktober  | Jacques Fesch                           | französischer Polizistenmörder                                                                                  | 27    |       |
| 1. Oktober  | Albert Hinter                           | Schweizer Maler, Glasmaler, Heraldiker und Gemälderestaurator                                                   | 81    |       |
| 1. Oktober  | Maximilian Jahns                        | deutscher Maler                                                                                                 | 69    |       |
| 1. Oktober  | Hermann Petri                           | deutscher Politiker (SPS, SPD), MdL                                                                             | 74    |       |
| 1. Oktober  | Erich Spickschen                        | deutscher Politiker (NSDAP), MdR                                                                                | 60    |       |
| 1. Oktober  | Emil Spindler                           | deutscher Kaufmann und Politiker (USPD, SPD), MdBB                                                              | 72    |       |
| 2. Oktober  | Charles H. Cowles                       | US-amerikanischer Politiker                                                                                     | 82    |       |
| 2. Oktober  | Ernst Fraenkel                          | deutscher Sprachwissenschaftler                                                                                 | 75    |       |
| 2. Oktober  | Anton Galehr                            | österreichischer Politiker (ÖVP), Landtagsabgeordneter zum Vorarlberger Landtag                                 | 56    |       |
| 2. Oktober  | Luigi Ganna                             | italienischer Radrennfahrer                                                                                     | 73    |       |
| 2. Oktober  | Armin Münch                             | deutscher Schauspieler                                                                                          | 54    |       |
| 2. Oktober  | Wilhelm Pütz                            | deutscher Mosaik- und Glasmalereikünstler                                                                       | 82    |       |
| 3. Oktober  | Beatrice Altenhofer                     | Theater- und Filmschauspielerin der Stummfilmzeit                                                               | 83    |       |
| 3. Oktober  | William Marshall Bullitt                | US-amerikanischer Jurist und United States Solicitor General                                                    | 84    |       |
| 3. Oktober  | Jean Colbach                            | luxemburgischer Sprinter                                                                                        | 60    |       |
| 3. Oktober  | Caro Dawes                              | US-amerikanische Second Lady                                                                                    | 91    |       |
| 3. Oktober  | Walter Duranty                          | britischer Journalist und Pulitzer-Preisträger                                                                  | 73    |       |
| 3. Oktober  | Lőrinc Szabó                            | ungarischer Dichter                                                                                             | 57    |       |
| 4. Oktober  | Aage Holm                               | dänischer Schwimmer                                                                                             | 67    |       |
| 4. Oktober  | Friedrich Leipner                       | deutscher Verwaltungsbeamter                                                                                    | 61    |       |
| 4. Oktober  | Jacobus Hendrik Pierneef                | südafrikanischer Maler                                                                                          | 71    |       |
| 4. Oktober  | Artur Schwarz                           | deutscher Filmarchitekt                                                                                         | 67    |       |
| 5. Oktober  | Oskar Hagen                             | deutscher Kunsthistoriker und Begründer der Händel-Festspiele in Göttingen                                      | 68    |       |
| 6. Oktober  | Hisao Jūran                             | japanischer Schriftsteller                                                                                      | 55    |       |
| 6. Oktober  | Paul Lazarus                            | jüdisch-deutscher Radiologe                                                                                     | 83    |       |
| 6. Oktober  | Hermann Lehmkuhl                        | deutscher Abgeordneter des Oldenburger Landtags                                                                 | 84    |       |
| 7. Oktober  | Walter Ballof                           | deutscher Politiker (SPD), MdBB                                                                                 | 64    |       |
| 7. Oktober  | Jekuthiel Ginsburg                      | US-amerikanischer Mathematikhistoriker                                                                          | 68    |       |
| 7. Oktober  | Clara Ragaz                             | Schweizer Frauenrechtlerin und Friedensaktivistin                                                               | 83    |       |
| 7. Oktober  | Hermann Stammschröer                    | deutscher Geistlicher und NS-Opfer                                                                              | 67    |       |
| 08. Oktober | Robert Fowler                           | US-amerikanischer Langstreckenläufer                                                                            | 75    |       |
| 8. Oktober  | Karl Huth                               | deutscher Buchdrucker und Verleger                                                                              | 63    |       |
| 8. Oktober  | Konrad Lied                             | deutscher Politiker (FDP), MdL                                                                                  | 63    |       |
| 8. Oktober  | Alois Johannes Lippl                    | bayerischer Intendant, Regisseur und Drehbuchautor                                                              | 54    |       |
| 8. Oktober  | Maria Moritz                            | deutsche Politikerin (KPD), MdL                                                                                 | 65    |       |
| 8. Oktober  | Friedrich Öhlinger                      | österreichischer Politiker                                                                                      | 79    |       |
| 8. Oktober  | Karl Georg Pfleiderer                   | deutscher Politiker (FDP/DVP), MdB und Diplomat                                                                 | 58    |       |
| 8. Oktober  | Wilhelm Tewes                           | deutscher Politiker (Zentrum, später CDU), MdL                                                                  | 79    |       |
| 9. Oktober  | Carroll Dickerson                       | US-amerikanischer Bandleader und Violinist des Oldtime Jazz und Swing                                           | 61    |       |
| 9. Oktober  | Hermann Dieckmann                       | deutscher Politiker (CDU), MdL                                                                                  | 71    |       |
| 9. Oktober  | Robert Geyer                            | Apostel der Allgemeinen christlichen apostolischen Mission                                                      | 83    |       |
| 9. Oktober  | Hans Halm                               | deutscher Offizier, zuletzt General der Infanterie im Zweiten Weltkrieg                                         | 78    |       |
| 9. Oktober  | Morris S. Kharasch                      | US-amerikanischer Chemiker                                                                                      | 62    |       |
| 9. Oktober  | William Kurrelmeyer                     | US-amerikanischer Germanist deutscher Herkunft                                                                  | 83    |       |
| 9. Oktober  | Egon Neudegg                            | deutscher Theaterschauspieler, -regisseur und -intendant                                                        | 66    |       |
| 10. Oktober | Tiny Debüser                            | deutsche Mezzo-Sopranistin                                                                                      | 65    |       |
| 10. Oktober | Karl Genzken                            | Chef des Sanitätsamtes der Waffen-SS, Angeklagter im Nürnberger Ärzteprozess                                    | 72    |       |
| 10. Oktober | Kurt Lindig                             | deutscher Präparator                                                                                            | 59    |       |
| 10. Oktober | Paul Nieder-Westermann                  | deutscher Politiker (NSDAP), MdR                                                                                | 65    |       |
| 10. Oktober | Gerhard Pallmann                        | deutscher Herausgeber und NS-Propagandist                                                                       | 51    |       |
| 10. Oktober | Giovanni Rodio                          | italienischer Geotechniker                                                                                      | 69    |       |
| 11. Oktober | René Auberjonois                        | Schweizer Maler                                                                                                 | 85    |       |
| 11. Oktober | Hans Hagen                              | deutscher Fußballspieler                                                                                        | 63    |       |
| 11. Oktober | Leonhard Heißwolf                       | deutscher Politiker (SPD), MdL                                                                                  | 77    |       |
| 11. Oktober | Erni Kaufmann                           | deutsche Musikerin (Geige, Saxophon, Akkordeon)                                                                 | 51    |       |
| 11. Oktober | Rhonda Bell Martin                      | US-amerikanische Serienmörderin                                                                                 |       |       |
| 11. Oktober | József Rády                             | ungarischer Fechter                                                                                             | 73    |       |
| 11. Oktober | Josef Zasche                            | deutsch-böhmischer Architekt                                                                                    | 85    |       |
| 12. Oktober | Michael Horlacher                       | deutscher Politiker (BVP, CSU), MdR, MdB                                                                        | 69    |       |
| 12. Oktober | Arie de Jong                            | niederländischer Reformer der Plansprache Volapük                                                               | 91    |       |
| 12. Oktober | Karl Kobald                             | österreichischer Musikkritiker, -schriftsteller und Jurist                                                      | 81    |       |
| 12. Oktober | Karl Lehrmann                           | österreichischer Architekt und Hochschullehrer                                                                  | 70    |       |
| 12. Oktober | Jack Patten                             | politischer Führer der Aborigines                                                                               | 53    |       |
| 12. Oktober | Friedrich Pfordt                        | deutscher Politiker (USPD, KPD)                                                                                 | 57    |       |
| 12. Oktober | Lew Rebet                               | ukrainischer Politiker, Publizist und Anwalt                                                                    | 45    |       |
| 12. Oktober | Robert Reinisch                         | deutscher Politiker (Handwerkerbund), MdL                                                                       | 72    |       |
| 13. Oktober | Erich Auerbach                          | deutscher Literaturwissenschaftler und Romanist                                                                 | 64    |       |
| 13. Oktober | Wilhelmus Josephus Jongmans             | niederländischer Botaniker und Paläobotaniker und Stratigraph des Karbon                                        | 79    |       |
| 14. Oktober | Natanael Berg                           | schwedischer Komponist                                                                                          | 78    |       |
| 14. Oktober | Otto Brenneisen                         | deutscher Glasmaler                                                                                             | 66    |       |
| 14. Oktober | Paul Francke                            | deutscher Geologe                                                                                               | 60    |       |
| 14. Oktober | Karl Muggly                             | deutscher Maler und Glasmaler                                                                                   | 73    |       |
| 14. Oktober | Alfred Schulte                          | Oberbürgermeister von Wiesbaden                                                                                 | 85    |       |
| 14. Oktober | Dudley A. White                         | US-amerikanischer Politiker                                                                                     | 56    |       |
| 14. Oktober | Alfred Zürtz                            | Landtagsabgeordneter Volksstaat Hessen                                                                          | 73    |       |
| 15. Oktober | Joseph Albert                           | deutscher Redakteur                                                                                             | 67    |       |
| 15. Oktober | Gustav Entz                             | österreichischer evangelischer Theologe                                                                         | 73    |       |
| 15. Oktober | Julius Gaye                             | deutscher Ministerialrat                                                                                        | 70    |       |
| 15. Oktober | Väinö Liikkanen                         | finnischer Skilangläufer                                                                                        | 53    |       |
| 15. Oktober | Gatewood Lincoln                        | US-amerikanischer Marineoffizier                                                                                | 82    |       |
| 15. Oktober | André Marquis                           | französischer Konteradmiral                                                                                     | 73    |       |
| 16. Oktober | Ralph Benatzky                          | österreichischer Komponist                                                                                      | 73    |       |
| 16. Oktober | Kunemund von Stutterheim                | erster Landesrat und Stellvertreter des Landeshauptmanns der Provinz Schlesien und Vorsitzender des schlesis... | 71    |       |
| 17. Oktober | Wilhelmina Hay Abbott                   | englisch-britische Autorin, Journalistin, Suffragette und Pazifistin                                            | 73    |       |
| 17. Oktober | Awetik Issahakjan                       | armenischer Autor und Aktivist                                                                                  | 81    |       |
| 17. Oktober | Gustave Rudler                          | französischer Romanist und Literaturwissenschaftler                                                             | 85    |       |
| 18. Oktober | Otto Etz                                | deutscher Politiker (SPD), MdL                                                                                  | 62    |       |
| 18. Oktober | Willy A. Kleinau                        | deutscher Schauspieler und Regisseur                                                                            | 49    |       |
| 18. Oktober | Heinrich Minden                         | deutscher Verleger und Lyriker                                                                                  | 70    |       |
| 18. Oktober | Rolf Pinegger                           | deutscher Schauspieler                                                                                          | 84    |       |
| 18. Oktober | Karl Rieser                             | deutscher Politiker (CDU), MdL                                                                                  | 54    |       |
| 19. Oktober | Emil Beutinger                          | deutscher Architekt und Oberbürgermeister der Stadt Heilbronn                                                   | 82    |       |
| 19. Oktober | Vere Gordon Childe                      | australischer Archäologe                                                                                        | 65    |       |
| 19. Oktober | Bernhard Ernst                          | deutscher Sportjournalist und Sportkommentator                                                                  | 58    |       |
| 19. Oktober | Karl Hettich                            | deutscher Politiker (SPD)                                                                                       | 56    |       |
| 19. Oktober | Ludwig Justi                            | deutscher Kunsthistoriker                                                                                       | 81    |       |
| 19. Oktober | Hermann Lindner                         | österreichischer Ingenieur, Erfinder und Unternehmer                                                            | 51    |       |
| 19. Oktober | Bendix Passig                           | deutscher Maler und Bildhauer                                                                                   | 93    |       |
| 19. Oktober | Hartwig von Rheden                      | deutscher Politiker (NSDAP), MdR                                                                                | 71    |       |
| 19. Oktober | Karl Rieber                             | deutscher Bildhauer                                                                                             | 69    |       |
| 20. Oktober | María de las Mercedes Adam de Aróstegui | kubanische Komponistin und Pianistin                                                                            | 84    |       |
| 20. Oktober | Ernst Birkheimer                        | deutscher Künstler                                                                                              | 31    |       |
| 20. Oktober | Karl von Bodecker                       | deutscher Konteradmiral                                                                                         | 82    |       |
| 20. Oktober | Jack Buchanan                           | britischer Schauspieler                                                                                         | 66    |       |
| 20. Oktober | Karl-Heinz Eckardt                      | deutscher Sportfunktionär, Präsident des Deutschen Tischtennis-Bundes                                           | 45    |       |
| 20. Oktober | Fritz Fabritius                         | rumäniendeutscher Politiker                                                                                     | 74    |       |
| 20. Oktober | Pierre Julian                           | französischer Okzitanist und Dichter okzitanischer Sprache                                                      | 61    |       |
| 20. Oktober | Martha Tausk                            | österreichische Politikerin, Mitglied des Bundesrates und Frauenrechtlerin                                      | 76    |       |
| 20. Oktober | Josef Wimmer                            | österreichischer Politiker (SDAP), MdL (Burgenland)                                                             | 75    |       |
| 21. Oktober | Laureà Barrau                           | katalanischer Maler                                                                                             | 93    |       |
| 21. Oktober | Michalis Dorizas                        | griechischer Leichtathlet                                                                                       | 71    |       |
| 21. Oktober | Gustav Rabeler                          | deutscher Politiker (SRP), MdL                                                                                  | 57    |       |
| 21. Oktober | Joseph T. Rucker                        | US-amerikanischer Kameramann                                                                                    | 70    |       |
| 22. Oktober | Bok de Korver                           | niederländischer Fußballspieler                                                                                 | 74    |       |
| 22. Oktober | Karl Hans Sailer                        | österreichischer Redakteur                                                                                      | 57    |       |
| 22. Oktober | Otto Ullrich                            | deutscher Kinderarzt                                                                                            | 63    |       |
| 23. Oktober | Frederick Burton                        | US-amerikanischer Film- und Theaterschauspieler                                                                 | 86    |       |
| 23. Oktober | Abe Lyman                               | US-amerikanischer Bandleader                                                                                    | 60    |       |
| 23. Oktober | Hulda Mical                             | österreichische Lehrerin und Schriftstellerin                                                                   | 78    |       |
| 24. Oktober | Christian Dior                          | französischer Modeschöpfer und Designer                                                                         | 52    |       |
| 24. Oktober | Walter Rehberg                          | Schweizer Pianist, Komponist und Autor                                                                          | 57    |       |
| 24. Oktober | Jeanne Eder-Schwyzer                    | Schweizer Frauenrechtlerin                                                                                      | 63    |       |
| 24. Oktober | Therese Wittrock                        | sozialdemokratische Widerstandskämpferin                                                                        | 69    |       |
| 25. Oktober | Arvi Ahmavaara                          | finnischer Politiker, Mitglied des Reichstags                                                                   | 71    |       |
| 25. Oktober | Albert Anastasia                        | US-amerikanischer Mafiaboss in New York                                                                         | 55    |       |
| 25. Oktober | Jay Bowerman                            | US-amerikanischer Politiker                                                                                     | 81    |       |
| 25. Oktober | István Fiedler                          | Bischof der römisch-katholischen Kirche von Oradea Mare und Satu Mare                                           | 86    |       |
| 25. Oktober | Peter Thaddäus Keßler                   | deutscher Zeichner, Archäologe und Museumsdirektor                                                              | 88    |       |
| 25. Oktober | Hugh Last                               | britischer Althistoriker                                                                                        | 62    |       |
| 25. Oktober | Kenneth McKellar                        | US-amerikanischer Rechtsanwalt und Politiker                                                                    | 88    |       |
| 25. Oktober | Nicanor Molinare                        | chilenischer Komponist, Sänger, Schauspieler und Komiker                                                        | 61    |       |
| 25. Oktober | George D. O’Brien                       | US-amerikanischer Politiker                                                                                     | 57    |       |
| 25. Oktober | Edward Plunkett, 18. Baron Dunsany      | irischer Schriftsteller                                                                                         | 79    |       |
| 25. Oktober | Henry van de Velde                      | belgischer Maler, Architekt und Designer                                                                        | 94    |       |
| 26. Oktober | Iosif Bartha                            | rumänischer Fußballspieler                                                                                      | 55    |       |
| 26. Oktober | Arthur Bock                             | deutscher Bildhauer                                                                                             | 82    |       |
| 26. Oktober | Gerty Cori                              | böhmisch-US-amerikanische Biochemikerin, Nobelpreisträgerin                                                     | 61    |       |
| 26. Oktober | John Fernside                           | australischer Film- und Theaterschauspieler                                                                     |       |       |
| 26. Oktober | Franz Fuhrmann                          | österreichischer Chemiker, Bakteriologe und Mykologe                                                            | 80    |       |
| 26. Oktober | Nikos Kazantzakis                       | griechischer Schriftsteller                                                                                     | 74    |       |
| 26. Oktober | William P. Lambertson                   | US-amerikanischer Politiker                                                                                     | 77    |       |
| 26. Oktober | Friedrich Lehmann                       | österreichisch-tschechoslowakischer Architekt                                                                   | 68    |       |
| 26. Oktober | Henry Augustus Pilsbry                  | US-amerikanischer Biologie, Zoologe, Malakologe und Karziologe                                                  | 94    |       |
| 26. Oktober | Miguel A. Valda Paredes                 | bolivianischer Komponist                                                                                        | 73    |       |
| 26. Oktober | Lawson Wood                             | britischer Maler, Illustrator und Karikaturist                                                                  | 79    |       |
| 27. Oktober | Joseph C. Baldwin                       | US-amerikanischer Politiker                                                                                     | 60    |       |
| 27. Oktober | Marcel Berré                            | belgischer Fechter                                                                                              | 74    |       |
| 27. Oktober | Giovanni Battista Caproni               | italienischer Luftfahrtingenieur und Unternehmer                                                                | 71    |       |
| 27. Oktober | Paul Jacobsthal                         | deutscher Archäologe                                                                                            | 77    |       |
| 27. Oktober | Rudolf Lemke                            | deutscher Psychiater, Neurologe und Hochschullehrer                                                             | 51    |       |
| 27. Oktober | Hippolyte Panhard                       | französischer Unternehmer                                                                                       | 87    |       |
| 28. Oktober | Ernst Berliner                          | deutscher Mikrobiologe und Biochemiker                                                                          | 77    |       |
| 28. Oktober | Albert Boßlet                           | deutscher Architekt                                                                                             | 77    |       |
| 28. Oktober | Hanns Fay                               | deutscher Maler                                                                                                 | 69    |       |
| 28. Oktober | Ernst Gräfenberg                        | deutscher Mediziner                                                                                             | 76    |       |
| 28. Oktober | Kurt Gutzeit                            | deutscher Internist und SS-Arzt                                                                                 | 64    |       |
| 28. Oktober | Ludwig Oberzaucher                      | österreichischer Politiker (SPÖ)                                                                                | 76    |       |
| 28. Oktober | Friedrich Swart                         | deutscher Agrarhistoriker und Wirtschaftsführer                                                                 | 74    |       |
| 29. Oktober | José Patricio Guggiari                  | paraguayischer Politiker und Staatspräsident (1928–1932)                                                        | 73    |       |
| 29. Oktober | Louis B. Mayer                          | US-amerikanischer Filmproduzent                                                                                 | 73    |       |
| 29. Oktober | August Schoetensack                     | deutscher Rechtswissenschaftler                                                                                 | 77    |       |
| 30. Oktober | Viktor Achter                           | deutscher Unternehmer                                                                                           | 83    |       |
| 30. Oktober | Karl Bick                               | Landtagsabgeordneter des Waldeckischen Landtags                                                                 | 86    |       |
| 30. Oktober | Agostino Bostani                        | libanesischer Geistlicher, maronitischer Bischof                                                                | 80    |       |
| 30. Oktober | Dora Hauth                              | Schweizer Malerin, Grafikerin und Lyrikerin                                                                     | 83    |       |
| 30. Oktober | Will Lammert                            | deutscher Bildhauer                                                                                             | 65    |       |
| 30. Oktober | Herman Welker                           | US-amerikanischer Politiker                                                                                     | 50    |       |
| 31. Oktober | Peter G. Gerry                          | US-amerikanischer Politiker (Demokratische Partei)                                                              | 78    |       |
| 31. Oktober | Johannes Handschumacher                 | deutscher Jurist und Politiker (Zentrum, CDU), MdB                                                              | 70    |       |
| 31. Oktober | Hugo Oltramare                          | Schweizer Arzt und Rotkreuz-Funktionär                                                                          | 70    |       |
| 31. Oktober | Alois Wille                             | liechtensteinischer Politiker (VU)                                                                              | 71    |       |
| 31. Oktober | Helena Willman-Grabowska                | polnische Indologin, Iranistin und Hochschullehrerin                                                            | 87    |       |
| Oktober     | Alice Gowenlock                         | englische Badmintonspielerin                                                                                    |       |       |

## November
| Tag          | Name                                  | Beruf, bekannt als                                                                                              | Alter | Beleg |
| ------------ | ------------------------------------- | --- | ----- | ----- |
| 1. November  | Theodor Detter                        | österreichischer Maler                                                                                          | 71    |       |
| 1. November  | Michael Gundringer                    | österreichischer Heimatforscher, Theaterschriftsteller und Heimatdichter                                        | 81    |       |
| 1. November  | Gustave Lefebvre                      | französischer Ägyptologe und Altphilologe                                                                       | 78    |       |
| 1. November  | Frederik Lynge                        | grönländischer Politiker, Schriftsteller und Lehrer                                                             | 68    |       |
| 1. November  | Clemente Rebora                       | italienischer Dichter                                                                                           | 72    |       |
| 1. November  | Mustafa Abdülhalik Renda              | osmanischer, türkischer Beamter und Politiker                                                                   | 75    |       |
| 1. November  | Peter Tuor                            | Schweizer Jurist und Hochschullehrer                                                                            | 81    |       |
| 2. November  | Georgi Asagarow                       | russischer Filmregisseur und Schauspieler                                                                       | 65    |       |
| 2. November  | Alfred Beck                           | deutscher Veterinärmediziner                                                                                    | 68    |       |
| 2. November  | Alexander Dorner                      | deutscher Kunsthistoriker und Hochschullehrer                                                                   | 64    |       |
| 2. November  | Peter-Paul Kranz                      | deutscher Kieferchirurg und Hochschullehrer                                                                     | 72    |       |
| 2. November  | Ted Meredith                          | US-amerikanischer Leichtathlet                                                                                  | 65    |       |
| 2. November  | Tokutomi Sohō                         | japanischer Historiker, Journalist und politischer Berater                                                      | 94    |       |
| 3. November  | Tilmann Beckers                       | deutscher Politiker (CDU), Oberbürgermeister von Bochum                                                         | 70    |       |
| 3. November  | Charles Brabin                        | britisch-amerikanischer Filmregisseur                                                                           | 74    |       |
| 3. November  | Giuseppe Di Vittorio                  | italienischer Politiker (KPI), Mitglied der Camera dei deputati und Gewerkschafter                              | 65    |       |
| 3. November  | Karl Foerster                         | deutscher Ingenieur und Manager der Metallindustrie                                                             | 91    |       |
| 03. November | Franz Mück                            | deutscher Musiker, Komponist und Arrangeur                                                                      | 59    |       |
| 3. November  | Wilhelm Reich                         | österreichisch-US-amerikanischer Psychiater, Psychoanalytiker, Sexualforscher und Soziologe                     | 60    |       |
| 4. November  | Joseph Canteloube                     | französischer Komponist, Pianist, Musikwissenschaftler                                                          | 78    |       |
| 4. November  | Grigore Preoteasa                     | rumänischer Journalist, Politiker und kommunistischer Aktivist                                                  | 42    |       |
| 4. November  | Thomas Robins                         | amerikanischer Erfinder und Hersteller                                                                          | 89    |       |
| 4. November  | Shoghi Effendi                        | Hüter der Bahai-Gemeinde                                                                                        | 60    |       |
| 4. November  | Adolph Wittmaack                      | deutscher Kaufmann und Schriftsteller                                                                           | 79    |       |
| 5. November  | Ethel Byrne                           | australische Ärztin und Pathologin                                                                              | 62    |       |
| 5. November  | Olive Dennis                          | US-amerikanische Ingenieurin                                                                                    | 71    |       |
| 5. November  | Gustav Drautz                         | deutscher Jurist und Politiker                                                                                  | 70    |       |
| 5. November  | Franz Gruber                          | deutscher Politiker (SPD), MdL                                                                                  | 57    |       |
| 5. November  | Hugo Hahn                             | deutscher lutherischer Theologe                                                                                 | 71    |       |
| 5. November  | Otto Stolz                            | österreichischer Volkskundler und Historiker                                                                    | 76    |       |
| 6. November  | Fritz Beulshausen                     | deutscher Politiker (SPD), MdL                                                                                  | 71    |       |
| 6. November  | Béla Blum                             | ungarischer Ruderer                                                                                             | 66    |       |
| 6. November  | Isolde Frölian                        | deutsche Kunstturnerin                                                                                          | 49    |       |
| 6. November  | Julius Jürgensen                      | deutscher Politiker (KPD), MdL                                                                                  | 61    |       |
| 6. November  | Friedrich Krollpfeiffer               | deutscher Chemiker                                                                                              | 65    |       |
| 6. November  | Ursula McConnel                       | australische Anthropologin und Ethnographin                                                                     | 69    |       |
| 6. November  | Gottlieb Meier                        | Schweizer Politiker (SP)                                                                                        | 79    |       |
| 6. November  | Rudolf Richter                        | deutscher Ingenieur der Elektrotechnik und Hochschullehrer                                                      | 80    |       |
| 7. November  | Elisabeth Adriani-Hovy                | niederländische Malerin                                                                                         | 84    |       |
| 7. November  | Eugen Bornhauser                      | deutscher Kommunalpolitiker                                                                                     | 70    |       |
| 7. November  | Alfred Heiduschka                     | deutscher Lebensmittelchemiker und Ernährungswissenschaftler                                                    | 82    |       |
| 7. November  | Leo Peter Kierkels                    | niederländischer Ordensgeistlicher, römisch-katholischer Erzbischof und vatikanischer Diplomat                  | 74    |       |
| 7. November  | Louis Rühl                            | deutscher Brauereiunternehmer                                                                                   | 86    |       |
| 7. November  | William Woodthorpe Tarn               | britischer Althistoriker                                                                                        | 88    |       |
| 7. November  | Erwin Trojan                          | österreichischer Blasmusikkomponist                                                                             | 69    |       |
| 07. November | Erhard Weiß                           | deutscher Kunst- und Turmspringer                                                                               | 43    |       |
| 7. November  | Klaus Wissel                          | deutscher Unterwasserfotograf und Unterwasserfilmer                                                             | 33    |       |
| 7. November  | Alice Woodward-Horsley                | neuseeländische Ärztin, Anästhesistin, Bakteriologin und Pathologin                                             | 88    |       |
| 7. November  | Roy Worters                           | kanadischer Eishockeyspieler                                                                                    | 57    |       |
| 8. November  | Joe Connor                            | US-amerikanischer Baseballspieler                                                                               | 82    |       |
| 8. November  | Edgar Everaert                        | belgischer Sportler                                                                                             |       |       |
| 8. November  | Hans von Goldacker                    | deutscher Geschäftsmann, Rittergutsbesitzer und Politiker (DNVP), MdR                                           | 75    |       |
| 8. November  | Ernst Kortschak                       | österreichischer Zisterzienzerabt                                                                               | 78    |       |
| 8. November  | Karl Lohmeyer                         | deutscher Kunsthistoriker                                                                                       | 79    |       |
| 8. November  | George Quaintance                     | US-amerikanischer Tänzer, Friseur, Fotograf, Maler und Illustrator                                              | 55    |       |
| 8. November  | Hans Schimitzek                       | österreichischer Architekt                                                                                      | 82    |       |
| 8. November  | Adolf Tièche                          | schweizerischer Architektur- und Landschaftsmaler                                                               | 80    |       |
| 9. November  | Rolf Friedmann                        | deutscher Maler                                                                                                 | 79    |       |
| 9. November  | Alfred Gysi                           | Schweizer Zahnmediziner                                                                                         | 92    |       |
| 9. November  | George W. Merck                       | US-amerikanischer Unternehmer                                                                                   | 63    |       |
| 9. November  | Peter O’Connor                        | irischer Leichtathlet                                                                                           | 85    |       |
| 9. November  | Jacques Rouché                        | französischer Herausgeber und Operndirektor                                                                     | 94    |       |
| 9. November  | Alan Wace                             | britischer Archäologe                                                                                           | 78    |       |
| 10. November | Hans Brehme                           | deutscher Komponist                                                                                             | 53    |       |
| 10. November | Colin Carruthers                      | britischer Eishockeyspieler                                                                                     | 67    |       |
| 10. November | Henderson Lovelace Lanham             | US-amerikanischer Politiker                                                                                     | 69    |       |
| 10. November | Marie Leskien-Lie                     | norwegische Übersetzerin                                                                                        | 80    |       |
| 11. November | Hans Adler                            | österreichischer Librettist, Schriftsteller und Jurist                                                          | 77    |       |
| 11. November | Wilhelm Alef                          | deutscher Gewerkschafter und Politiker (Zentrum, CDU), MdL, MdR                                                 | 75    |       |
| 11. November | Ugo Amaldi                            | italienischer Mathematiker                                                                                      | 82    |       |
| 11. November | Ludwig Beckhaus                       | deutscher Verwaltungsjurist, Landrat in Preußen                                                                 | 70    |       |
| 11. November | Josef Ferdin                          | österreichischer Politiker, Landtagsabgeordneter                                                                | 86    |       |
| 11. November | Giulio Quirino Giglioli               | italienischer Klassischer Archäologe, Etruskologe, Politiker und Faschist                                       | 71    |       |
| 11. November | Maruyama Masao                        | japanischer Generalleutnant der Infanterie                                                                      |       |       |
| 11. November | Andreas Zettel                        | österreichischer Politiker (SPÖ), Landtagsabgeordneter                                                          | 70    |       |
| 12. November | Emil Schenck                          | deutscher Ingenieur und Fabrikant                                                                               | 89    |       |
| 12. November | Fritz Schulz                          | deutscher Rechtsgelehrter                                                                                       | 78    |       |
| 12. November | Alfred Schüz                          | deutscher nationalsozialistischer Militärhistoriker und Wehrwissenschaftler an der Universität Hamburg          | 65    |       |
| 13. November | Wilhelmus Johannes Bekkers            | niederländischer Tauzieher                                                                                      | 67    |       |
| 13. November | Gyan Mukherjee                        | indischer Drehbuchautor und Filmregisseur des Hindi-Films                                                       | 48    |       |
| 13. November | Ruy Teles Palhinha                    | portugiesischer Botaniker                                                                                       | 86    |       |
| 13. November | Edward Alexander Powell               | US-amerikanischer Kriegsberichterstatter und Schriftsteller                                                     | 78    |       |
| 13. November | Claude U. Stone                       | US-amerikanischer Politiker                                                                                     | 78    |       |
| 13. November | Walther Wickop                        | deutscher Architekt und Hochschullehrer                                                                         | 67    |       |
| 13. November | Antonín Zápotocký                     | tschechoslowakischer Politiker und Autor                                                                        | 72    |       |
| 14. November | Dudley Doolittle                      | US-amerikanischer Politiker                                                                                     | 76    |       |
| 14. November | Berthold Karwahne                     | deutscher Politiker (KPD, NSDAP), MdR                                                                           | 70    |       |
| 14. November | Gustav Struck                         | deutscher Bibliothekar                                                                                          | 68    |       |
| 14. November | James M. Tunnell                      | US-amerikanischer Politiker                                                                                     | 78    |       |
| 15. November | Ludwig Munzinger senior               | deutscher Journalist und Herausgeber                                                                            | 80    |       |
| 15. November | Helmut Oldenbourg                     | deutscher Offizier und SA-Führer                                                                                | 65    |       |
| 15. November | Kurt Pettersén                        | schwedischer Ringer                                                                                             | 41    |       |
| 15. November | Erwin Tintner                         | österreichischer Grafiker, Kinderbuchillustrator und Comiczeichner                                              | 71    |       |
| 16. November | Felix Wilhelm Behrend                 | deutscher Schulleiter und Vorsitzender des Deutschen Philologenverbands                                         | 77    |       |
| 16. November | Serge von Bubnoff                     | russischer Geologe und Geotektoniker                                                                            | 69    |       |
| 16. November | Amédée Guy                            | französischer Politiker und Résistant                                                                           | 75    |       |
| 16. November | Wilhelm Hirsch                        | deutscher Gartenarchitekt                                                                                       | 70    |       |
| 16. November | Seán Moylan                           | irischer Politiker (Sinn Féin, Fianna Fáil)                                                                     | 68    |       |
| 16. November | Franz Oehlecker                       | deutscher Chirurg in Hamburg                                                                                    | 82    |       |
| 16. November | József Palotás                        | ungarischer Ringer                                                                                              | 46    |       |
| 17. November | Felix Bürkner                         | deutscher Reiter                                                                                                | 74    |       |
| 17. November | Harald Herlofson                      | norwegischer Ruderer                                                                                            | 70    |       |
| 17. November | Wooden Joe Nicholas                   | US-amerikanischer Jazzmusiker (Trompete, Kornett, Klarinette)                                                   | 74    |       |
| 17. November | Hans Nordmann                         | deutscher Eisenbahn-Ingenieur                                                                                   | 78    |       |
| 17. November | Georg Tappert                         | deutscher expressionistischer Maler                                                                             | 77    |       |
| 17. November | Sigríður Tómasdóttir[neue Notiz]      | isländische Umweltschützerin                                                                                    | 86    |       |
| 17. November | Carl Wilhelm August Weber             | deutscher Bankier und Politiker (NLP, DStP), MdR                                                                | 86    |       |
| 17. November | Cora Witherspoon                      | US-amerikanische Schauspielerin                                                                                 | 67    |       |
| 18. November | Helene Butenschön                     | deutsche Schriftstellerin                                                                                       | 83    |       |
| 18. November | Rudolf Diels                          | Leiter der Gestapo                                                                                              | 56    |       |
| 18. November | Ernst Russ                            | deutscher Reeder                                                                                                | 89    |       |
| 18. November | Karl Schrader                         | deutscher Jurist, Richter und Senatspräsident beim Reichsgericht                                                | 81    |       |
| 19. November | Jack Allen                            | englischer Fußballspieler                                                                                       | 54    |       |
| 19. November | Anna Boschek                          | österreichische Politikerin (SPÖ), Abgeordnete zum Nationalrat                                                  | 83    |       |
| 19. November | Franz Frimmel                         | österreichisch-tschechischer Botaniker                                                                          | 69    |       |
| 19. November | Emil Henriques                        | schwedischer Segler                                                                                             | 73    |       |
| 19. November | Sophie Stecker                        | deutsche Textilunternehmerin                                                                                    | 93    |       |
| 20. November | John George Bennett                   | US-amerikanischer Geistlicher, Bischof von Lafayette in Indiana                                                 | 66    |       |
| 20. November | Mstislaw Walerianowitsch Dobuschinski | russischer Maler                                                                                                | 82    |       |
| 20. November | Heinrich Eckert                       | deutscher Musikwissenschaftler und Pianist                                                                      | 52    |       |
| 20. November | Fritz Erle                            | deutscher Ingenieur und Motorsportler                                                                           | 82    |       |
| 20. November | Augustine B. Kelley                   | US-amerikanischer Politiker                                                                                     | 74    |       |
| 20. November | John J. Kelly                         | US-amerikanischer Soldat (USMC), zweifacher Träger der Medal of Honor                                           | 59    |       |
| 20. November | Gerard Swope                          | US-amerikanischer Manager                                                                                       | 84    |       |
| 21. November | Albert Becker                         | deutscher Historiker und Volkskundler                                                                           | 78    |       |
| 21. November | Adolf Bestelmeyer                     | deutscher Experimentalphysiker                                                                                  | 81    |       |
| 21. November | Jean Cristofol                        | französischer Politiker, Mitglied der Nationalversammlung                                                       | 56    |       |
| 21. November | Cary A. Hardee                        | US-amerikanischer Politiker, Gouverneur von Florida                                                             | 81    |       |
| 21. November | Francis Burton Harrison               | US-amerikanischer Politiker                                                                                     | 83    |       |
| 21. November | Kurt Detlev Möller                    | deutscher Historiker                                                                                            | 55    |       |
| 21. November | José María Quiñones de León           | spanischer Diplomat                                                                                             | 84    |       |
| 21. November | Mathias Storch                        | grönländischer Geistlicher und Autor                                                                            | 74    |       |
| 23. November | William W. Arnold                     | US-amerikanischer Jurist und Politiker                                                                          | 80    |       |
| 23. November | Jean-Pierre Frantzen                  | luxemburgischer Turner                                                                                          | 67    |       |
| 23. November | Eugen Jensen                          | österreichischer Schauspieler                                                                                   | 86    |       |
| 24. November | Elisabeth Ida von Brasch              | deutsche Graphologin und Übersetzerin                                                                           | 79    |       |
| 24. November | Louis Guimbaud                        | französischer Homme de lettres, Romanist und Spezialist von Victor Hugo                                         | 88    |       |
| 24. November | Cesare Meano                          | italienischer Drehbuchautor und Theaterregisseur                                                                | 57    |       |
| 24. November | Diego Rivera                          | mexikanischer Maler                                                                                             | 70    |       |
| 24. November | Karl Troßmann                         | deutscher Politiker (BVP), MdR                                                                                  | 85    |       |
| 24. November | Alfred Zimmern                        | britischer Historiker                                                                                           | 78    |       |
| 25. November | Victor Colani                         | deutscher Schauspieler                                                                                          | 62    |       |
| 25. November | George Davis                          | US-amerikanischer Autor und Zeitschriften-Herausgeber                                                           | 51    |       |
| 25. November | Georg von Griechenland                | Hochkommissar von Kreta                                                                                         | 88    |       |
| 25. November | Raymond Griffith                      | US-amerikanischer Schauspieler, Komiker, Autor, Regisseur und Filmproduzent                                     | 62    |       |
| 25. November | Theobald Lang                         | deutscher Psychiater, Erbbiologe und Rassenhygieniker                                                           | 59    |       |
| 25. November | Aleksandar Mutafow                    | bulgarischer Maler                                                                                              | 78    |       |
| 25. November | Ernest Oppenheimer                    | britischer Diamantenhändler                                                                                     | 77    |       |
| 25. November | William V. Pratt                      | Admiral der US Navy und Chief of Naval Operations                                                               | 88    |       |
| 26. November | Julius Arnfeld                        | deutscher Schauspieler und Regisseur                                                                            | 82    |       |
| 26. November | Billy Bevan                           | australischer Filmschauspieler und Komödiant                                                                    | 70    |       |
| 26. November | Robert Bierich                        | deutscher Zellphysiologe                                                                                        | 81    |       |
| 26. November | Anton Brenner                         | österreichischer Architekt                                                                                      | 61    |       |
| 26. November | Jack Gardner                          | US-amerikanischer Jazzpianist und Songwriter                                                                    | 54    |       |
| 26. November | Jean-Baptiste Horn                    | luxemburgischer Kunstturner                                                                                     | 71    |       |
| 26. November | José Linhares                         | brasilianischer Präsident                                                                                       | 71    |       |
| 26. November | A. M. Pattison                        | kanadischer Künstler                                                                                            | 77    |       |
| 26. November | Alexei Michailowitsch Remisow         | russischer Schriftsteller                                                                                       | 80    |       |
| 26. November | Petros Voulgaris                      | griechischer Admiral, Politiker und Ministerpräsident                                                           | 73    |       |
| 27. November | Harold Annison                        | britischer Schwimmer und Wasserballspieler                                                                      | 61    |       |
| 27. November | Muriel Beaumont                       | britische Theaterschauspielerin                                                                                 | 76    |       |
| 27. November | Peter Nell                            | deutscher Schriftsteller und Politiker (SED)                                                                    | 50    |       |
| 27. November | Heinrich Peterburs                    | deutscher Politiker (Zentrum), MdL                                                                              | 50    |       |
| 27. November | Otto Speidel                          | deutscher Politiker (NSDAP), MdL Württemberg                                                                    | 62    |       |
| 28. November | Werner Blankenburg                    | deutscher Amtsleiter in der Kanzlei des Führers, einer der Hauptverantwortlichen für die nationalsozialistis... | 52    |       |
| 28. November | Osbert Crawford                       | britischer Archäologe                                                                                           | 71    |       |
| 28. November | Friedrich Wilhelm Maier               | deutscher katholischer Theologe                                                                                 | 74    |       |
| 28. November | Dominique Nogues                      | französischer römisch-katholischer Geistlicher, Trappist, Abt und Generalabt                                    | 77    |       |
| 28. November | Georg Ramin                           | deutscher Politiker (SPD)                                                                                       | 58    |       |
| 29. November | Otto Büchner                          | deutscher Politiker (SPD, USPD, SED), MdR                                                                       | 92    |       |
| 29. November | Hermann Dropmann                      | deutscher Politiker (CDU), MdV                                                                                  | 67    |       |
| 29. November | Marija Jurić Zagorka                  | jugoslawische Schriftstellerin und Journalistin                                                                 | 84    |       |
| 29. November | Paul Körner                           | deutscher Politiker (NSDAP), MdR und SS-Obergruppenführer                                                       | 64    |       |
| 29. November | Erich Wolfgang Korngold               | austroamerikanischer Komponist, Dirigent und Pianist                                                            | 60    |       |
| 29. November | Adolfas Ramanauskas                   | litauischer Resistent, Partisanenführer                                                                         | 39    |       |
| 29. November | Chaim Michael Dov Weissmandl          | ungarischer Rabbiner                                                                                            | 54    |       |
| 30. November | Rudolf H. Daumann                     | deutscher Schriftsteller                                                                                        | 61    |       |
| 30. November | Beniamino Gigli                       | italienischer Opernsänger und Filmschauspieler                                                                  | 67    |       |
| 30. November | Alois Grauß                           | österreichischer Politiker (ÖVP), Landtagsabgeordneter                                                          | 67    |       |
| 30. November | Paja Jovanović                        | serbisch-österreichischer Maler                                                                                 | 98    |       |
| 30. November | Richard McPartland                    | US-amerikanischer Jazzmusiker                                                                                   | 52    |       |
| 30. November | Adeodato Giovanni Piazza              | italienischer Kardinal der römisch-katholischen Kirche und Patriarch von Venedig                                | 73    |       |
| 30. November | Fred F. Sears                         | US-amerikanischer Filmregisseur und Schauspieler                                                                | 44    |       |
| 30. November | Simone Silva                          | französisches Starlet                                                                                           | 29    |       |
| 30. November | Georg Zahler                          | deutscher Kommunalpolitiker (NSDAP)                                                                             | 78    |       |

## Dezember
| Tag          | Name                              | Beruf, bekannt als                                                                                              | Alter | Beleg |
| ------------ | --------------------------------- | --- | ----- | ----- |
| 1. Dezember  | Louis-Bénédict Gallavardin        | französischer Kardiologe                                                                                        | 82    |       |
| 1. Dezember  | Gustav Franz Hüttig               | böhmisch-österreichischer Chemiker                                                                              | 67    |       |
| 1. Dezember  | Ernst Lehmann                     | deutscher Botaniker und Universitätsprofessor                                                                   | 77    |       |
| 1. Dezember  | Richard Liesche                   | deutscher Domkantor und Kirchenmusiker                                                                          | 67    |       |
| 1. Dezember  | Wolfgang Meyer                    | deutscher Lehrer und Sportfunktionär                                                                            | 90    |       |
| 1. Dezember  | Léonce Quentin                    | französischer Bogenschütze                                                                                      | 77    |       |
| 1. Dezember  | Friedrich Stampfer                | deutscher Journalist und Politiker (SPD), MdR                                                                   | 83    |       |
| 1. Dezember  | Luciano Zampatti                  | italienischer Skispringer                                                                                       | 54    |       |
| 2. Dezember  | Max Blunck                        | deutscher Rechtsanwalt                                                                                          | 69    |       |
| 2. Dezember  | Harrison Ford                     | US-amerikanischer Schauspieler auf der Bühne und für den Stummfilm                                              | 73    |       |
| 2. Dezember  | Ernst Hammer                      | deutscher Offizier, zuletzt Generalleutnant im Zweiten Weltkrieg                                                | 73    |       |
| 2. Dezember  | Ignaz Köck                        | österreichischer Politiker (ÖVP), Abgeordneter zum Nationalrat                                                  | 51    |       |
| 2. Dezember  | Walther Rothschild                | deutscher Verleger                                                                                              | 78    |       |
| 2. Dezember  | Manfred Sakel                     | polnischer Psychiater                                                                                           | 57    |       |
| 2. Dezember  | Iwan Iwanowitsch Stelmach         | sowjetischer NKWD-Offizier                                                                                      | 75    |       |
| 2. Dezember  | Tellef Wagle                      | norwegischer Segler                                                                                             | 74    |       |
| 2. Dezember  | Fritz Wilke                       | deutscher Theologe                                                                                              | 78    |       |
| 2. Dezember  | Martha Ziegler                    | deutsche Schauspielerin                                                                                         | 58    |       |
| 3. Dezember  | Edward Larrabee Adams             | US-amerikanischer Romanist und Provenzalist                                                                     | 79    |       |
| 3. Dezember  | Otto Josef von Berndt             | österreichischer Feldmarschalleutnant und Kavallerieoffizier                                                    | 92    |       |
| 3. Dezember  | Elise Ekke                        | deutsche Politikerin (DDP)                                                                                      | 80    |       |
| 3. Dezember  | Frank E. Gannett                  | US-amerikanischer Medienunternehmer                                                                             | 81    |       |
| 3. Dezember  | Franz Jung                        | österreichischer Mathematiker und Hochschullehrer                                                               | 85    |       |
| 4. Dezember  | Lauro Chiazzese                   | italienischer Rechtswissenschaftler                                                                             | 54    |       |
| 4. Dezember  | Rudolf Gundlach                   | polnischer Ingenieur, Erfinder und Panzerkonstrukteur                                                           | 65    |       |
| 4. Dezember  | Rudolf Joerges                    | deutscher Rechtswissenschaftler                                                                                 | 89    |       |
| 4. Dezember  | John Lavarack                     | australischer Generalleutnant und Gouverneur von Queensland                                                     | 71    |       |
| 4. Dezember  | Ernst Pröckl                      | österreichischer Schauspieler und Regisseur                                                                     | 69    |       |
| 5. Dezember  | Cyril Bailey                      | britischer Klassischer Philologe                                                                                | 86    |       |
| 5. Dezember  | Georg Jung                        | österreichischer Maler                                                                                          | 57    |       |
| 5. Dezember  | Albert Major                      | deutscher Lehrer, Grafiker und Maler                                                                            | 79    |       |
| 5. Dezember  | Otto Scharlach                    | Hamburger Wirtschaftsanwalt und Autor                                                                           | 81    |       |
| 5. Dezember  | Fredy Scheim                      | Schweizer Schauspieler                                                                                          | 64    |       |
| 5. Dezember  | Guido Schmidt                     | österreichischer Diplomat und Politiker                                                                         | 56    |       |
| 5. Dezember  | Willi Zincke                      | deutscher Fußballspieler                                                                                        | 71    |       |
| 6. Dezember  | Robert Esnault-Pelterie           | französischer Luftfahrt- und Raketenpionier                                                                     | 76    |       |
| 6. Dezember  | Hugo Haehn                        | deutscher Brauwissenschaftler                                                                                   | 77    |       |
| 6. Dezember  | Kurt Körber                       | deutscher evangelischer Theologe und Akademiedirektor                                                           | 72    |       |
| 6. Dezember  | Martin Müller                     | Schweizer Industrieller                                                                                         | 79    |       |
| 6. Dezember  | Maurice Peeters                   | niederländischer Bahnradsportler                                                                                | 75    |       |
| 6. Dezember  | Ludwig Reichert                   | deutscher Jurist und Politiker (Zentrum, später CDU)                                                            | 63    |       |
| 6. Dezember  | Karl Friedrich Rößle              | deutscher Ökonom, Professor für Betriebswirtschaftslehre                                                        | 64    |       |
| 6. Dezember  | Otto Voelckers                    | deutscher Architekt                                                                                             | 69    |       |
| 6. Dezember  | Theodor Wilhelm Werner            | deutscher Musikwissenschaftler und Musikkritiker                                                                | 83    |       |
| 6. Dezember  | Gerhard Wesenberg                 | deutscher Rechtshistoriker und Rechtswissenschaftler                                                            | 49    |       |
| 6. Dezember  | Karl Wolffsohn                    | deutscher Verleger und Kinobetreiber                                                                            | 76    |       |
| 7. Dezember  | Adolf Borstendörfer               | österreichischer Schriftsteller                                                                                 | 64    |       |
| 7. Dezember  | Constâncio Deschamps Cavalcanti   | brasilianischer Generalmajor                                                                                    | 85    |       |
| 8. Dezember  | James A. Gallagher                | US-amerikanischer Politiker                                                                                     | 88    |       |
| 8. Dezember  | Franz von Hörauf                  | deutscher Offizier, Politiker (NSDAP) und SA-Führer                                                             | 79    |       |
| 8. Dezember  | Georg Künstler                    | deutscher evangelischer Theologe                                                                                | 93    |       |
| 8. Dezember  | Hanns Mießner                     | deutscher Komponist, Organist, Dirigent und Chorleiter                                                          | 80    |       |
| 8. Dezember  | Otto Ochmann                      | polnischer Politiker (KVP)                                                                                      | 74    |       |
| 8. Dezember  | Jan Joseph Packbiers              | niederländischer Bogenschütze                                                                                   | 82    |       |
| 9. Dezember  | Fred Hamel                        | deutscher Musikwissenschaftler                                                                                  | 54    |       |
| 9. Dezember  | Henrikas Kersnauskas              | litauischer Fußballnationalspieler                                                                              | 48    |       |
| 9. Dezember  | Otto Landsberg                    | deutscher Jurist und Politiker (SPD), MdR                                                                       | 88    |       |
| 9. Dezember  | Friedrich Karl Möhl               | deutscher Journalist                                                                                            | 82    |       |
| 9. Dezember  | Achilles Moortgat                 | deutscher Bildhauer, Landschaftsmaler                                                                           | 76    |       |
| 10. Dezember | Thomas Cunningham Cochran         | US-amerikanischer Politiker                                                                                     | 80    |       |
| 10. Dezember | Arthur Egerton                    | kanadischer Organist, Chorleiter, Komponist und Musikpädagoge                                                   | ≈66   |       |
| 10. Dezember | Gustav Elmen                      | schwedisch-US-amerikanischer Elektrotechniker und Metallurge, der Permalloy entwickelte                         | 80    |       |
| 10. Dezember | Maurice McLoughlin                | US-amerikanischer Tennisspieler                                                                                 | 67    |       |
| 10. Dezember | Roland Fairbairn McWilliams       | kanadischer Politiker, Vizegouverneur von Manitoba                                                              | 83    |       |
| 10. Dezember | Reinhold Conrad Muschler          | deutscher Botaniker und Schriftsteller                                                                          | 75    |       |
| 10. Dezember | James Stevenson-Hamilton          | südafrikanischer Tierwelt- und Naturschützer                                                                    | 90    |       |
| 10. Dezember | Leopold Walraf                    | deutscher Politiker (Zentrum, CDU), MdL                                                                         | 80    |       |
| 10. Dezember | Napoleon Zervas                   | griechischer Politiker und Widerstandskämpfer                                                                   | 66    |       |
| 11. Dezember | James Cloyd Downs                 | US-amerikanischer Chemieingenieur                                                                               | 72    |       |
| 11. Dezember | Paul Gruner                       | Schweizer Physiker                                                                                              | 88    |       |
| 11. Dezember | Frederik van Iterson              | niederländischer Bauingenieur                                                                                   | 80    |       |
| 11. Dezember | Max Klein                         | österreichischer Politiker (SDAP), Landtagsabgeordneter, Mitglied des Bundesrates                               | 75    |       |
| 11. Dezember | John McDowell                     | US-amerikanischer Politiker                                                                                     | 55    |       |
| 11. Dezember | Musidora                          | französische Stummfilm-Schauspielerin, Drehbuchautorin, Filmregisseurin, Journalistin und Schriftstellerin      | 68    |       |
| 11. Dezember | Arthur John Rowledge              | britischer Ingenieur                                                                                            | 81    |       |
| 11. Dezember | Alois Röthlin                     | Schweizer Komponist, Organist und Politiker                                                                     | 75    |       |
| 12. Dezember | Gabriel Gosálvez Tejada           | bolivianischer Politiker und Diplomat                                                                           | 58    |       |
| 12. Dezember | Fritz Große                       | deutscher Politiker (SED), MdR                                                                                  | 53    |       |
| 12. Dezember | Robert Kurka                      | US-amerikanischer Komponist                                                                                     | 35    |       |
| 12. Dezember | Ed McGivern                       | US-amerikanischer Kunstschütze                                                                                  | 83    |       |
| 12. Dezember | Fritz von Waldthausen             | deutscher Bankier                                                                                               | 70    |       |
| 13. Dezember | Berthold Boeß                     | deutscher Bildhauer und Porzellanmodelleur                                                                      | 80    |       |
| 13. Dezember | Anton Eitler                      | österreichischer Politiker (SDAP), Landtagsabgeordneter                                                         | 75    |       |
| 13. Dezember | Georg Pahl                        | deutscher Schauspieler und Hörspielsprecher                                                                     | 64    |       |
| 13. Dezember | Carl Arthur Richter               | deutsch-schweizerischer Komponist und Dirigent                                                                  | 74    |       |
| 13. Dezember | Paul W. Thomson                   | deutscher Paläobotaniker und Palynologe, Braunkohleforscher                                                     | 65    |       |
| 13. Dezember | Paul Uhlenhuth                    | deutscher Bakteriologe und Hygieniker                                                                           | 87    |       |
| 13. Dezember | Harcourt Williams                 | britischer Schauspieler sowie Theaterregisseur                                                                  | 77    |       |
| 14. Dezember | Charles Ernest Pelham Brooks      | britischer Meteorologe und Klimatologe                                                                          | 69    |       |
| 14. Dezember | Josef Lada                        | tschechischer Illustrator und Kinderbuchautor                                                                   | 69    |       |
| 14. Dezember | Audun Rusten                      | norwegischer Schwimmer und Olympiateilnehmer                                                                    | 63    |       |
| 14. Dezember | Gerhart Ziller                    | deutscher Politiker (KPD, SED), antifaschistischer Widerstandskämpfer, MdV, Minister für Maschinenbau und Mi... | 45    |       |
| 15. Dezember | Alfonso Bedoya                    | mexikanischer Filmschauspieler                                                                                  | 53    |       |
| 15. Dezember | János Brenner                     | ungarischer Geistlicher und Märtyrer                                                                            | 25    |       |
| 15. Dezember | Leonidas C. Dyer                  | US-amerikanischer Politiker                                                                                     | 86    |       |
| 15. Dezember | Peter Kintgen                     | deutscher Lehrer und Kölner Mundartdichter                                                                      | 73    |       |
| 15. Dezember | Johann Oberleitner                | österreichischer Historiker, Archäologe und Museumsleiter                                                       | 63    |       |
| 15. Dezember | Leopold Ruckteschl                | österreichischer Politiker (SDAP), Landtagsabgeordneter                                                         | 75    |       |
| 15. Dezember | August Veiter                     | österreichischer Maler                                                                                          | 88    |       |
| 16. Dezember | Max Apt                           | deutscher Wirtschaftsjurist                                                                                     | 88    |       |
| 16. Dezember | Heinrich Hoffmann                 | deutscher Politiker, MdR und Leibfotograf Adolf Hitlers                                                         | 72    |       |
| 16. Dezember | Otto Maull                        | deutscher Geograph und Geopolitiker                                                                             | 70    |       |
| 16. Dezember | Hans Metzger                      | deutscher Maler                                                                                                 | 78    |       |
| 16. Dezember | José Nehin                        | argentinischer Fußballspieler                                                                                   | 52    |       |
| 16. Dezember | Berthold Rosenthal                | deutscher Lehrer und Autor                                                                                      | 82    |       |
| 16. Dezember | Martin Sokol                      | slowakischer Politiker und Rechtsanwalt                                                                         | 56    |       |
| 17. Dezember | Adolf Müller                      | deutscher Geistlicher                                                                                           | 81    |       |
| 17. Dezember | Dorothy L. Sayers                 | britische Krimi-Schriftstellerin und Übersetzerin                                                               | 64    |       |
| 17. Dezember | Jagoda Truhelka                   | kroatische Pädagogin und Schriftstellerin für Kinder und Jugendliche                                            | 93    |       |
| 17. Dezember | Alexander Nikolajewitsch Wolkow   | russischer Maler                                                                                                | 71    |       |
| 18. Dezember | Əyyub Abbasov                     | aserbaidschanischer Schriftsteller                                                                              |       |       |
| 18. Dezember | Jere Cooper                       | amerikanischer Politiker und Abgeordneter                                                                       | 64    |       |
| 18. Dezember | Wilhelm Petersen                  | deutscher Komponist                                                                                             | 67    |       |
| 18. Dezember | John D. Price                     | US-amerikanischer Admiral der US Navy                                                                           | 65    |       |
| 18. Dezember | Felix Rawitscher                  | deutscher Botaniker und Hochschulprofessor in Deutschland und Brasilien                                         | 67    |       |
| 18. Dezember | Wilhelm Rust                      | deutscher Tierarzt                                                                                              | 93    |       |
| 19. Dezember | Camillo Castiglioni               | Pionier der österreichischen Luftfahrt                                                                          | 78    |       |
| 19. Dezember | John F. Hunter                    | US-amerikanischer Politiker                                                                                     | 61    |       |
| 19. Dezember | Juan Servera Camps                | spanischer Pionier des Tourismus                                                                                | 79    |       |
| 19. Dezember | John Van Druten                   | britisch-niederländisch-US-amerikanischer Bühnenschriftsteller und Drehbuchautor                                | 56    |       |
| 20. Dezember | Wilhelm Cavallar von Grabensprung | österreichischer Offizier                                                                                       | 68    |       |
| 20. Dezember | Heinrich Eckardt                  | deutscher Unternehmer und Politiker (SPD)                                                                       | 80    |       |
| 20. Dezember | Noémi Ferenczy                    | ungarische Bildwirkerin                                                                                         | 67    |       |
| 20. Dezember | Jonas Hesselman                   | schwedischer Ingenieur                                                                                          | 80    |       |
| 20. Dezember | Walter Page                       | amerikanischer Jazzbassist                                                                                      | 57    |       |
| 20. Dezember | Jan Peutz                         | niederländischer Internist                                                                                      | 71    |       |
| 20. Dezember | Emil Pirchan                      | österreichischer Bühnenbildner, Architekt und Autor                                                             | 73    |       |
| 20. Dezember | Albert Wirth                      | österreichischer Großgrundbesitzer, Forstwirt und Baumeister                                                    | 83    |       |
| 22. Dezember | Henri Bédarida                    | französischer Romanist, Italianist und Literaturwissenschaftler                                                 | 70    |       |
| 22. Dezember | Josef Kallmünzer                  | deutscher Kaufmann und Kommunalpolitiker                                                                        | 86    |       |
| 22. Dezember | Heinemann Stern                   | deutscher Pädagoge                                                                                              | 79    |       |
| 23. Dezember | Robert L. Bailey                  | US-amerikanischer Politiker                                                                                     | 68    |       |
| 23. Dezember | Eric Coates                       | englischer Komponist und Bratschist                                                                             | 71    |       |
| 23. Dezember | Ida Freifrau von Feury            | deutsche Baronin und Überlebende des Holocaust                                                                  | 80    |       |
| 23. Dezember | Paul Götzl                        | österreichischer Industrie-Manager                                                                              | 73    |       |
| 23. Dezember | Michel d’Herbigny                 | französischer Orientalist und Geheimbischof in der Sowjetunion                                                  | 77    |       |
| 23. Dezember | Wilhelm Müller                    | deutscher Gewerkschafter und Politiker (SPD), MdL                                                               | 82    |       |
| 23. Dezember | Viktor van der Reis               | deutscher Mediziner                                                                                             | 68    |       |
| 23. Dezember | Willy Roscher                     | deutscher Schachhistoriker, Schachfunktionär und Schachkomponist                                                | 57    |       |
| 23. Dezember | Edwin William Smith               | englischer Missionar                                                                                            | 81    |       |
| 23. Dezember | George Stefansky                  | deutsch-amerikanischer Literaturwissenschaftler und Soziologe österreichischer Herkunft                         | 60    |       |
| 24. Dezember | Arturo Barea                      | spanischer Schriftsteller                                                                                       |       |       |
| 24. Dezember | Hans von Eckardt                  | deutscher Soziologe, Politik- und Medienwissenschaftler                                                         | 67    |       |
| 24. Dezember | Ōkawa Shūmei                      | nationalistischer japanischer Schriftsteller                                                                    | 71    |       |
| 24. Dezember | Domingos da Costa Oliveira        | portugiesischer General, Politiker und Ministerpräsident                                                        | 84    |       |
| 24. Dezember | Jean Reinartz                     | deutscher Chorleiter und Komponist                                                                              | 68    |       |
| 24. Dezember | Maurice Schilles                  | französischer Bahnradrennfahrer und Olympiasieger                                                               | 69    |       |
| 24. Dezember | August Simonius                   | Schweizer Rechtswissenschaftler                                                                                 | 72    |       |
| 24. Dezember | Norma Talmadge                    | US-amerikanische Schauspielerin der Stummfilm- und frühen Tonfilmzeit                                           | 63    |       |
| 25. Dezember | Käthe Dorsch                      | deutsch-österreichische Schauspielerin                                                                          | 66    |       |
| 25. Dezember | Robert H. Gittins                 | US-amerikanischer Politiker                                                                                     | 88    |       |
| 25. Dezember | Hans Hofmann                      | Schweizer Architekt und Hochschullehrer                                                                         | 60    |       |
| 25. Dezember | Ludwig Lesser                     | deutscher Landschaftsarchitekt                                                                                  | 88    |       |
| 25. Dezember | William Alphonso Murrill          | Murrill (botanisches Autorenkürzel)                                                                             | 88    |       |
| 25. Dezember | Frederick Law Olmsted, Jr.        | US-amerikanischer Landschaftsarchitekt                                                                          | 87    |       |
| 25. Dezember | Charles Pathé                     | französischer Unternehmer und ein Pionier der Filmindustrie                                                     | 93    |       |
| 25. Dezember | John N. Sandlin                   | US-amerikanischer Politiker                                                                                     | 85    |       |
| 25. Dezember | Stanley Vestal                    | amerikanischer Schriftsteller und Historiker                                                                    | 70    |       |
| 25. Dezember | Kees van der Zalm                 | niederländischer Fußballspieler                                                                                 | 56    |       |
| 26. Dezember | Artur Malawski                    | polnischer Komponist, Pädagoge und Dirigent                                                                     | 53    |       |
| 26. Dezember | Angelo Motta                      | italienischer Unternehmer                                                                                       | 67    |       |
| 26. Dezember | Jury Sabaleuski                   | weißrussischer Publizist, Politiker und Aktivist                                                                | 68    |       |
| 27. Dezember | Leo Bruhns                        | deutscher Kunsthistoriker                                                                                       | 73    |       |
| 27. Dezember | Benjamin Clemens                  | britischer Bildhauer                                                                                            | 82    |       |
| 27. Dezember | Julius Jungheim                   | deutscher Landschaftsmaler                                                                                      | 79    |       |
| 27. Dezember | Wilhelm August Hermann Klages     | deutscher Chemiker und Hochschullehrer                                                                          | 86    |       |
| 27. Dezember | Eva Mannerheim-Sparre             | finnisch-schwedische Gräfin, Künstlerin und Autorin                                                             | 87    |       |
| 27. Dezember | Eugene Joseph McGuinness          | US-amerikanischer Geistlicher, römisch-katholischer Bischof von Oklahoma City und Tulsa                         | 68    |       |
| 27. Dezember | Otto Nuschke                      | deutscher Politiker (DDP, CDU der DDR), MdNV, MdL, MdV und stellvertretender Ministerpräsident der DDR          | 74    |       |
| 27. Dezember | Egon Ranshofen-Wertheimer         | österreichischer Diplomat, Journalist, Rechts- und Staatswissenschaftler                                        | 63    |       |
| 28. Dezember | Albert Bertalan                   | ungarisch-französischer Maler der École de Paris                                                                | 58    |       |
| 28. Dezember | Franz Klupsch                     | deutscher Politiker (SPD/KPD)                                                                                   | 83    |       |
| 28. Dezember | Hermann Kner                      | österreichischer Schauspieler bei Bühne, Film und Fernsehen                                                     | 69    |       |
| 28. Dezember | Oscar Matthiesen                  | dänischer Maler                                                                                                 | 96    |       |
| 29. Dezember | Andreas Gering                    | deutscher Maler und Grafiker                                                                                    | 65    |       |
| 29. Dezember | Ernie Henry                       | US-amerikanischer Altsaxophonist                                                                                | 31    |       |
| 29. Dezember | Václav Mrázek                     | tschechischer Massenmörder                                                                                      | 32    |       |
| 29. Dezember | Johann Ruhl                       | deutscher Politiker (WP), MdR                                                                                   | 80    |       |
| 29. Dezember | Heinrich Wachter                  | österreichischer Politiker, Landtagsabgeordneter zum Vorarlberger Landtag                                       | 65    |       |
| 30. Dezember | Gaston Aumoitte                   | französischer Krocketspieler                                                                                    | 73    |       |
| 30. Dezember | Erich Brautlacht                  | deutscher Jurist und Schriftsteller                                                                             | 55    |       |
| 30. Dezember | Aarnoud van Heemstra              | niederländischer Politiker und Gouverneur                                                                       | 86    |       |
| 30. Dezember | Sylvester Leer                    | österreichischer Politiker (CS), geschäftsführender Landeshauptmann von Kärnten (1934)                          | 77    |       |
| 30. Dezember | Vangjush Mio                      | albanischer Maler                                                                                               | 66    |       |
| 31. Dezember | Hans Neumann                      | deutscher Maler und Grafiker                                                                                    | 84    |       |
| 31. Dezember | Henry Nxumalo                     | südafrikanischer Journalist                                                                                     |       |       |
| 31. Dezember | Robert Sommer                     | deutscher Meister im Fechten, Motorsportler, Erfinder                                                           | 70    |       |
| Dezember     | Shi Hui                           | chinesischer Schauspieler und Regisseur                                                                         |       |       |